# فارسی‌ستیزی در افغانستان
فارسی‌ستیزی در افغانستان به رفتار ستیزه‌جویانه یا نفرت نسبت به زبان فارسی و فارسی‌زبانان و مظاهر فرهنگی آن‌ها و تلاش برای محو و نابودی این زبان در این کشور گفته می‌شود.
زبان فارسی زبان‌ رسمی و رایج در افغانستان است. این زبان ریشه‌های عمیق در تاریخ و فرهنگ افغانستان دارد. زبان فارسی‌زبان اکثریت مطلق از مردم افغانستان مثل مردم تاجیک، هزاره، ایماق و قزلباش می‌باشد.

## دوران دوم طالبان
از زمان به قدرت رسیدن طالبان در افغانستان رویدادهای گوناگونی دربارهٔ فارسی‌ستیزی و تلاش برای حذف زبان فارسی از افغانستان رخ داده‌است. تغییر نام‌های فارسی در ادارات، اماکن و معابر و ایجاد محدودیت برای استفاده از زبان فارسی بخشی از اقدامات فارسی‌ستیزانه طالبان است.

### اقدامات طالبان
- تضعیف رسم‌الخط فارسی و به‌کارگیری زبان پشتو در بیشتر مکاتبات اداری دولت.[۲]
- ساخت مدارس تروریستی و طالبانی در نقاط جدیدی که آموزش فارسی ممنوع شده‌است.[الف][۳]
- اقدام طالبان برای قتل و کشتار فارسی‌زبانان، و همچنین تحریک مردم پشتون برای قتل فارسی زبانان.[ب][۳]
- حمله به مراسم‌های زبان فارسی و ممنوعیت صحبت به زبان فارسی در مراسمات.[پ][۳]
- تغییر تقویم سالانه کشور از شمسی به قمری[۴] و حذف برخی از مناسبت‌هایی که ریشه در فرهنگ و تمدن فارسی‌زبان‌ها دارد؛ مانند حذف رسمیت جشن نوروز و تعطیلات آن از تقویم افغانستان و نیز حذف تعطیلات روز عاشورا.[۵][۶]
- جابه‌جایی کوچی‌ها در مناطق کلیدی فارسی‌زبان‌ها.[۷][۸]
- به پایین کشیدن تابلوهای به خط فارسی از سر دروازه‌های برخی ادارات رسمی دولتی، مخصوصاً دانشگاه‌ها و خیابان‌ها.[ت][۱۰][۱۱]
- برخورد تبعیض‌آمیز ادارات دولتی نسبت به کسانی که به زبان پشتو صحبت نمی‌توانند و ایجاد سهولت برای مراجعین پشتوزبان.[ث][۳]
- فارسی‌زدایی از متون نوشتاری به بهانه این‌که واژه‌ها ایرانی است.[۱۲][۱۳]
- ارائه سخنرانی‌ها و مصاحبه‌های مطبوعاتی مقام‌های حکومتی فقط به زبان پشتو.[۱۴]
- تخلیه ادارات دولتی از حضور کارمندان غیرپشتون و استقرار افراد پشتون بجای آن‌ها؛ بدون کوچک‌ترین توجه به تخصص و میزان تحصیل.[۱۵][۱۶]
- سپردن حداقل نود درصد وزارتخانه‌ها، معینیت‌ها، ریاست‌های مستقل، ولایت‌ها، و ریاست‌های وابسته به ولایت‌ها و وزارتخانه‌ها، دادگاه‌های مرکز و ولایات به قوم پشتون.[ج][۱۸]
- ملا هیبت‌الله آخوندزاده، رهبر طالبان، ملا محمدحسن آخوند، نخست‌وزیر، سراج‌الدین حقانی، وزیر داخله، ملا محمد یعقوب، وزیر دفاع و شیخ خالد حنفی، وزیر امر به معروف و نهی از منکر این گروه از چهره‌های کلیدی کابینه طالبان‌اند که هیچ‌کدامشان تاکنون به زبان فارسی صحبت نکرده‌اند.[۱۹]
- عکس‌های شاهان، شاعران فارسی‌زبان و مفاخر تاریخ و ادبیات فارسی از «دیوار فرهیختگان» در شهر مزارشریف، هرات، دیوارهای دیپارتمنت زبان و ادبیات فارسی دانشگاه کابل و کتابخانه‌های تمام دانشگاه دولتی در افغانستان حذف شدند.[۲۰][۲۱]

## گاهشماری وقایع

### ۱۹ تیر ۱۴۰۰
- در افتتاح فرودگاه خوست تنها از اسامی پشتو و انگلیسی استفاده شده بود، این اتفاق در حالی بود که فارسی یکی از زبان‌های رسمی این کشور است.[۲۲]

### ۲۱ اسفند ۱۴۰۰
- طالبان واژه فارسی «دانشگاه» را از سر در تابلوی ساختمان کهنه دانشگاه بلخ حذف کرد.[۲۳]

### ۲ اردیبهشت ۱۴۰۱
- حکومت طالبان، زبان فارسی را از تابلوی دادگاه عالی خود حذف کرد. در تابلوی جدید، دادگاه عالی طالبان به دو زبان پشتو و انگلیسی نوشته شده‌است و همچنان نام سترمحکمه (دادگاه عالی) به «قضائیه قوه» تغییر کرده‌است.[۲۴]

### ۸ اردیبهشت ۱۴۰۱
طالبان ۵۰ استاد فارسی‌زبان از دانشگاه بلخ اخراج کرد.

### ۱۷ اردیبهشت ۱۴۰۱
- تابلوی جدیدی در ورودی ساختمان ولایت بامیان نصب شد که، نام «امارت اسلامی طالبان» و «وزارت امور داخله» به هر دو زبان پشتو و فارسی آمده، اما عنوان اصلی شهر را با نام «مقام ولایت بامیان» با خط درشت تنها به زبان پشتو نوشته شده‌است.[۲۷]

### ۲۸ خرداد ۱۴۰۱
- طالبان قسمت زبان فارسی تابلوهای دروازه ورودی شهر کابل را حذف کردند. تابلوهای دروازه‌های ورودی کابل که به سه زبان فارسی، پشتو و انگلیسی بود.[۲۸]

### ۳۰ خرداد ۱۴۰۱
- طالبان با صدور حکمی به دانشگاه‌های خصوصی تعداد واحدهای ثقافت اسلامی (فرهنگ و تمدن اسلامی) را سه برابر و واحد درسی ادبیات فارسی را از برنامه درسی این دانشگاه‌ها حذف کردند. با این حال، شماری از استادان ادبیات دانشگاه‌های خصوصی در کابل می‌گویند که دانشگاه‌های خصوصی به دلیل افزایش واحدهای ثقافت اسلامی، مضمون ادبیات فارسی را از مواد درسی خود حذف و ثقافت اسلامی را جایگزین آن کرده‌اند.[۲۹]

### ۲۲ شهریور ۱۴۰۱
- طالبان، دستور حذف زبان فارسی از تابلوی ورودی بیمارستان حوزوی شهر هرات را صادر کرده‌است. طالبان این تابلو را که به زبان فارسی بوده را پایین آورده و تابلوی جدیدی به زبان‌های پشتو و انگلیسی جایگزین آن کرده‌اند.[۳۰]

### ۲۸ شهریور ۱۴۰۱
- طالبان کلمه «دانشگاه» را از تابلوی سر در دانشگاه بلخ پایین آوردند. احمد تقی سخنگوی تحصیلات عالی طالبان وجود کلمه دانشگاه را غیرقانونی دانسته و گفته‌است که پس از این بجای کلمه دانشگاه کلمه پوهنتون را به دری می‌نویسند. طالبان چند ماه پیش، واژه «دانشگاه» را از تابلوی ساختمان کهنه دانشگاه بلخ نیز حذف کرده بودند.[۳۱]

### ۳۰ شهریور ۱۴۰۱
- منابع محلی از ولایت هرات با ارسال چند عکس می‌گویند طالبان به روند پاکسازی زبان فارسی از تابلوهای ادارات دولتی ادامه داده‌اند. طالبان تابلوهای قدیمی را از شعبه‌های ریاست معارف ولایت هرات برداشته و تابلوهای تازه‌ای را تنها به زبان پشتو در این شعبه‌ها نصب کرده‌اند.[۳۲]

### ۱ مهر ۱۴۰۱
- طالبان در تخار، تابلوی سر در دانشگاه این ولایت را که به چهار زبان فارسی، پشتو، ازبکی و انگلیسی نوشته شده بود برداشتند و تابلوی با زبان پشتو و انگلیسی را جایگزین آن کردند.[۳۳]

### ۶ مهر ۱۴۰۱
- منابع محلی در بغلان از حذف واژه دانشگاه روی تابلوی دانشگاه بغلان توسط طالبان خبر می‌دهند.[۳۴]
- طالبان در دانشگاه هرات تابلو جدید نصب کرده و در آن تنها از واژه پشتوی «پوهنتون» استفاده شده‌است. دانشگاه هرات طی چندسال گذشته به‌دلیل جنجال بر سر واژه‌های «دانشگاه» و «پوهنتون» بدون تابلو بود.[۳۵]

### ۱۵ مهر ۱۴۰۱
- منابع محلی در ولایت بلخ خبر دادند که طالبان زبان فارسی را از تابلوی گمرک این ولایت حذف کرده‌اند. در تصاویری که در شبکه‌های اجتماعی منتشر شده، دیده می‌شود که تابلوی جدیدی تنها به زبان پشتو، بر فراز در گمرک نصب شده‌است. طالبان در یک سال گذشته پیوسته زبان فارسی را از تابلوهای دولتی حذف کرده‌اند.[۳۶]

### ۱۸ آذر ۱۴۰۱
- دولت طالبان برای ورود کتاب از ایران و دیگر کشورها مالیاتی مصوب کرد. این اتفاق سبب که شد که صادرات کتاب ایران به افغانستان به کمتر از ۵ درصد برسد. دولت طالبان مالیات واردات کتاب را برای ترکیه لحاظ نمی‌کند و این کشور را از مالیات معاف کرده‌است.[۳۷]

### ۲۶ آذر ۱۴۰۱
- طالبان نام شهر چاریکار، مرکز ولایت پروان را به شهر «امام اعظم» یا «امام ابوحنیفه» تغییر داده‌است. مردم شهر بیشتر فارسی‌زبان و تاجیک هستند.[۳۸]

### ۱۱ خرداد ۱۴۰۲
- وزارت تحصیلات عالی طالبان با صدور دستوری، به تمام استادان و کادرهای علمی دانشگاه‌های افغانستان دستور داده‌است که از اصطلاحات و کلمات «زبان دیگر» در آثار علمی خود استفاده نکنند. در این دستور هفت ماده ای از استادان و کادرهای علمی دانشگاه خواسته شده که از جمله از استفاده کلماتی مثل «دادگاه، دادستانی، دانشجو، دانشگاه و دانشکده» در آثار علمی، پژوهش‌ها، تالیفات و ترجمه‌های خود اجتناب کنند. وزارت تحصیلات عالی طالبان همچنین تمام استادان و هیئت علمی دانشگاه‌های افغانستان را ملزم به تسلط و توانایی تدریس به هر دو زبان رسمی افغانستان (پشتو و فارسی) کرده‌است. در مکتوب این وزارت آمده‌است که استادان باید با هر دو زبان آشنایی کامل داشته باشند و آثار علمی خود را به هر دو زبان بنویسند.[چ][۳۹]

### ۱۳ مهر ۱۴۰۲
- گروه طالبان واژه «دانشگاه» را از سر در دانشگاه البیرونی حذف کردند. طالبان واژه دانشگاه و دانشکده را حذف و واژه پشتوی پوهنتون، پوهنځی جایگزین آن کرده‌اند. منابع می‌گویند که استادان و دانش‌جویان دانشگاه البیرونی که بیش‌تر شان فارسی‌زبان هستند و از ترس طالبان نمی‌توانند در برابر حذف زبان فارسی از سردر دانشگاه اعتراض کنند.[۴۰]

## یادداشت
1. ↑  شمس الحق آریان‌فر در اینباره می‌گوید: طالبان هم‌اکنون علوم مختلف و به‌خصوص زبان فارسی را از مکاتب، حذف و به‌جای آن، علوم هم‌راستا با تفکرات طالبانی را با زبان پشتو، جایگزین کرده‌اند. افرادی در این مکاتب به‌عنوان معلم به تدریس می‌پردازند که در پاکستان با هدف انجام اقدامات تروریستی در کشور ما پرورش‌یافته‌اند. هم‌اکنون، ۳۰ مکتب در ولایت‌های مختلف ساخته‌شده و تعداد این مکاتب در حال گسترش است. دانش‌آموزان در این مدارس با تفکرات طالبانی برای شرکت در جنگ‌های پیش رو پرورش می‌یابند.[۳]
2. ↑  شمس الحق آریان‌فر در اینباره می‌گوید: طالبان به ولایت‌های پشتوزبان می‌روند و با سردادن شعارهایی، مردم پشتو را برای جنگ با فارسی‌زبان‌ها و قتل آن‌ها تحریک می‌کنند.[۳]
3. ↑  شمس الحق آریان‌فر در اینباره می‌گوید: طالبان به محافل ادبی فارسی‌زبانان، هجوم می‌برند و این محافل را لت و کوب می‌کنند. در هیچ مراسمی، هیچ‌کس حق صحبت کردن به زبان فارسی را ندارد. تمامی این اقدامات در حالی انجام می‌شود که ۷۵ درصد مردم این کشور به فارسی سخن می‌گویند.[۳]
4. ↑  پس از تسلط دوباره طالبان برای نخستین بار زبان فارسی از تابلوی قوه قضائیه افغانستان حذف شد و پس از آن از تابلوی بیمارستان هرات و تابلوی ساختمان قدیم دانشگاه بلخ نیز حذف گردید. همچنین به تازگی زبان فارسی از تابلوهای ساختمان دادگستری ولایت‌های غور و بامیان حذف شده‌است. در یک اقدام دیگر برگه تعرفه‌های برق در ولایت بدخشان از فارسی به پشتو تغییر یافته‌است. این در حالی است که ساکنان غور و بامیان و بدخشان همه فارسی‌زبان هستند. اخیراً نیز حذف دوباره واژه «دانشگاه» از تابلوی دانشگاه بلخ باعث واکنش‌های جدی شد که سرانجام مقامات طالبان نیز واکنش نشان داد و استفاده از واژه «دانشگاه» را خلاف قانون تحصیلات عالی افغانستان اعلام کرد.[۹]
5. ↑  یعقوب یسنا، از استادان پیشین دانشگاه کابل، دربارهٔ جدیدترین اقدامات طالبان علیه زبان فارسی در افغانستان می‌گوید: فارسی‌زدایی طالبان، هر روز شدیدتر می‌شود و نیت این کار، قومی و فاشیستی است. این روزها در افغانستان، وقتی مردم برای انجام کارهای اداری می‌روند، اگر درخواستشان به زبان پشتو نوشته نشود، به درخواست آن‌ها توجهی نمی‌کنند. این افراد به‌ناچار باید یک مترجم پشتوزبان، استخدام کنند تا درخواستشان را بنویسد. در بامیان، بدخشان و سایر ولایت‌های افغانستان که حتی یک نفر پشتون زندگی نمی‌کند، مردم را مجبور کرده‌اند زبان مادری خود را که همان زبان فارسی است، کنار بگذارند و به زبان پشتو سخن بگویند.[۳]
6. ↑  گفتگوی دکتر شمس الحق آریان‌فر با روزنامه خراسان: طی دو سال گذشته، فارسی ستیزی در افغانستان با سرعت سرسام‌آوری در حال انجام است. امروز در افغانستان در ادارات و دانشگاه‌ها بیش از ۹۵ درصد کارمندان و در کابینه طالبان ۹۹ درصد، پشتون زبان هستند. دولت طالبان برای از میان برداشتن زبان فارسی قصد دارد زبان مکاتبات اداری را نیز به پشتون تغییر دهد. در واقع این روزها یک نوع رفتار فاشیسم گونه در افغانستان شدت گرفته‌است.[۱۷]
7. ↑  استادان دانشگاه در اکثر مناطقی که ساکنان آن فارسی‌زبان هستند، به زبان فارسی و در مناطقی که ساکنان آن پشتو زبان هستند، به زبان پشتو تدریس می‌کردند و هیچ گونه ممانعت و مخالفتی با آن وجود نداشت. در دانشگاه کابل که بزرگ‌ترین دانشگاه افغانستان به‌شمار می‌رود، به دلیل این‌که اکثر جمعیت پایتخت این کشور فارسی‌زبان هستند و همه ساکنان آن به زبان فارسی تسلط دارند، استادان به زبان فارسی تدریس می‌کردند. اکنون طالبان با این شیوه استادان دانشگاه را علاوه بر این‌که مجبور کرده‌اند که به هر دو زبان فارسی و پشتو تسلط داشته باشند و تدریس کنند، از استفاده از کلمات «زبان‌های دیگر» نیز منع کرده‌اند. تناقض در این است که این زبان‌های دیگر شامل زبان فارسی هم می‌شوند. در دستور وزارت تحصیلات عالی طالبان، کلماتی چون «دادگاه، دادستانی، دانشجو، دانشگاه و دانشکده» از جمله «کلمات زبان‌های دیگر» شمرده شده و گفته شده که به جای این کلمات از «مصطلحات ملی» استفاده شود. آنچه که طالبان مصطلحات ملی می‌خوانند، معادل پشتوی کلمات دادگاه، دادستانی، دانشجو، دانشگاه و دانشکده است.[۳۹]